# Epenex (métro de Lausanne)
Epenex est une station de métro de la ligne M1 du métro de Lausanne, située route du Pont-Bleu à Écublens, à l'ouest de l'agglomération lausannoise, dans le canton de Vaud.
Mise en service en 1991, c'est une station accessible aux personnes à mobilité réduite.

## Situation sur le réseau
Établie à 410 mètres d'altitude, la station Epenex est établie au point kilométrique (PK) 7,280 de la ligne M1 du métro de Lausanne, entre les stations Crochy (direction Lausanne-Flon) et Renens-Gare (terminus) et, la ligne étant à voie unique, elle sert de point de croisement.

## Histoire
Comme toute la ligne, les travaux de construction de la station débutent en 1988 et elle est mise en service le 2 juin 1991, lors de l'ouverture à l'exploitation de la ligne M1. Son nom a pour origine la localité qu'elle dessert. C'est une station sur un seul niveau, construite au niveau du sol le long de l'avenue.
La station est rénovée entre juin et septembre 2017, avec notamment la pose d'un nouveau mobilier dépourvu de bancs, remplacés par des appuis ischiatiques en raison des normes concernant l'espace à laisser libre sur le quai entre la voie et l'abri qui est trop faible,.

## Service des voyageurs

### Accès et accueil
La station est construite sur le flanc est de la route du Pont-Bleu et est accessible de plain pied. Cette configuration ne nécessite donc ni ascenseurs ni escaliers mécaniques, et lui permet d'être accessible aux personnes à mobilité réduite. Elle dispose de deux quais, encadrant les deux voies.

### Desserte
La station Epenex est desservie tous les jours de la semaine, la ligne fonctionnant de 5 h 15 à 0 h 45 du matin (à partir de 5 h 50 les dimanches et fêtes) environ, par l'ensemble des circulations qui parcourent la ligne. Les fréquences varient entre 5 et 15 minutes selon le jour de la semaine,. La station est fermée en dehors des heures de service de la ligne.

### Intermodalité
La station n'est desservie par aucune autre ligne de transport en commun. Un arrêt éponyme existe sur la ligne 33 des TL, mais est placé à grande distance de la station.

### Encyclopédie spécialisée
- [DEHA97] Michel Dehanne, Michel Grandguillaume, Gérald Hadorn, Sébastien Jarne, Jean-Louis Rochaix et Annette Rochaix, Voies normales privées du Pays de Vaud, Lausanne, BVA, 1997 (ISBN 2-88125-010-6)